# Дудник Юрій Володимирович
Юрій Володимирович Дудник (нар. 26 вересня 1968, Луганськ) — український футболіст, захисник. По завершенні ігрової кар'єри — футбольний тренер.
Як гравець насамперед відомий виступами за клуб «Металург» (Запоріжжя), а також національну збірну України.

## Клубна кар'єра
Народився 26 вересня 1968 року в місті Луганськ. Вихованець футбольних шкіл СДЮШОР «Зоря» (Луганск), «Шахтар» (Донецьк).
У дорослому футболі дебютував 1988 року виступами за команду клубу «Шахтар» (Горлівка), в якій провів частину ігрового сезону, взявши участь у 42 матчах чемпіонату.
Того ж року почав захищати кольори команди клубу «Таврія».
Своєю грою за останню команду привернув увагу представників тренерського штабу клубу «Металург» (Запоріжжя), до складу якого приєднався 1989 року. Відіграв за запорізьку команду наступні чотири сезони своєї ігрової кар'єри. Більшість часу, проведеного у складі запорізького «Металурга», був основним гравцем захисту команди.
Згодом з 1993 по 2006 рік грав у складі команд клубів ЦСКА (Москва), «Металург» (Запоріжжя), «Карпати» (Львів), «Ростов», «Сталь» (Алчевськ), «Волинь», «Нива» (Вінниця), «Сталь» (Дніпродзержинськ), «Бананц» та «Закарпаття».
Завершив професійну ігрову кар'єру у нижчоліговому клубі «Дніпро» (Черкаси), за команду якого виступав протягом 2006—2007 років.

## Виступи за збірну
1992 року дебютував в офіційних матчах у складі національної збірної України. Протягом кар'єри у національній команді, яка тривала усього 1 рік, провів у формі головної команди країни 2 матчі.

## Кар'єра тренера
Ще будучи гравцем черкаського «Дніпра», суміщав і тренерські функції. З 2007 року очолював другу команду луганської «Зорі». У березні 2008 року, після звільнення тренера Олександра Косевича, отримав пропозицію стати асистентом нового тренера Анатолія Волобуєва. І коли 19 травня 2009 року, перед останніми двома турами чемпіонату України, Волобуєва звільнили, Дудника призначили виконувати обов'язки головного тренера «Зорі». Всього керував командою у 10 іграх. Свій останній матч в УПЛ він провів 19 вересня 2009 року, коли відома ним «Зоря» здобула вдома перемогу над запорізьким «Металургом» — 3:1. 23 вересня команду очолив Юрій Коваль, а Дудник залишився в тренерському складі «Зорі». З 2010 до 2022 року тренував юнацьку команду «Зорі», а потім був тренером-аналітиком.
Влітку 2022 року разом із головним тренером команди Віктором Скрипником перейшов на роботу у «Ворсклу», де провів сезон 2022/23.
У серпні 2023 року перейшов у черкаський ЛНЗ, де як в.о. головного тренера керував командою у матчі Прем'єр-ліги проти клубу «Металіст 1925», після чого увійшов до нового тренерського штабу Олега Дулуба.

## Досягнення

### Командні
- Бронзовий призер першої ліги чемпіонату СРСР 1990 року.
- Фіналіст Кубка Росії 1993 року.
- Бронзовий призер чемпіонату України 1997/98.
- Переможець першої ліги чемпіонату України 2001/02.
- Бронзовий призер чемпіонату Вірменії 2005 року.

### Особисті
- № 2 у списку 33-х найкращих України: 1992 рік.